# Hyperphrona striolata
Hyperphrona striolata är en insektsart som beskrevs av Brunner von Wattenwyl 1878. Hyperphrona striolata ingår i släktet Hyperphrona och familjen vårtbitare. Inga underarter finns listade i Catalogue of Life.